# Saint-Hilaire (Haute-Loire)
Saint-Hilaire ist eine französische Gemeinde mit 158 Einwohnern (Stand: 1. Januar 2022) im Département Haute-Loire in der Region Auvergne-Rhône-Alpes. Sie liegt im Arrondissement Brioude und im Kanton Sainte-Florine. 

## Geographie
Saint-Hilaire liegt etwa 50 Kilometer südsüdöstlich von Clermont-Ferrand. An der östlichen und nördlichen Gemeindegrenze verläuft der Fluss Auzon. Umgeben wird Saint-Hilaire von den Nachbargemeinden Saint-Martin-d’Ollières im Norden, Chassignolles im Osten, Champagnac-le-Vieux im Südosten, Agnat im Süden, Azérat im Südwesten sowie Auzon im Westen.

## Bevölkerungsentwicklung
| Jahr                       | 1962 | 1968 | 1975 | 1982 | 1990 | 1999 | 2006 | 2017 |
| Einwohner                  | 251  | 217  | 200  | 205  | 197  | 190  | 192  | 158  |
| Quellen: Cassini und INSEE |      |      |      |      |      |      |      |      |

## Sehenswürdigkeiten
- Kirche von Saint-Hilaire, Monument historique
- Ruinen von Valivier

## Weblinks

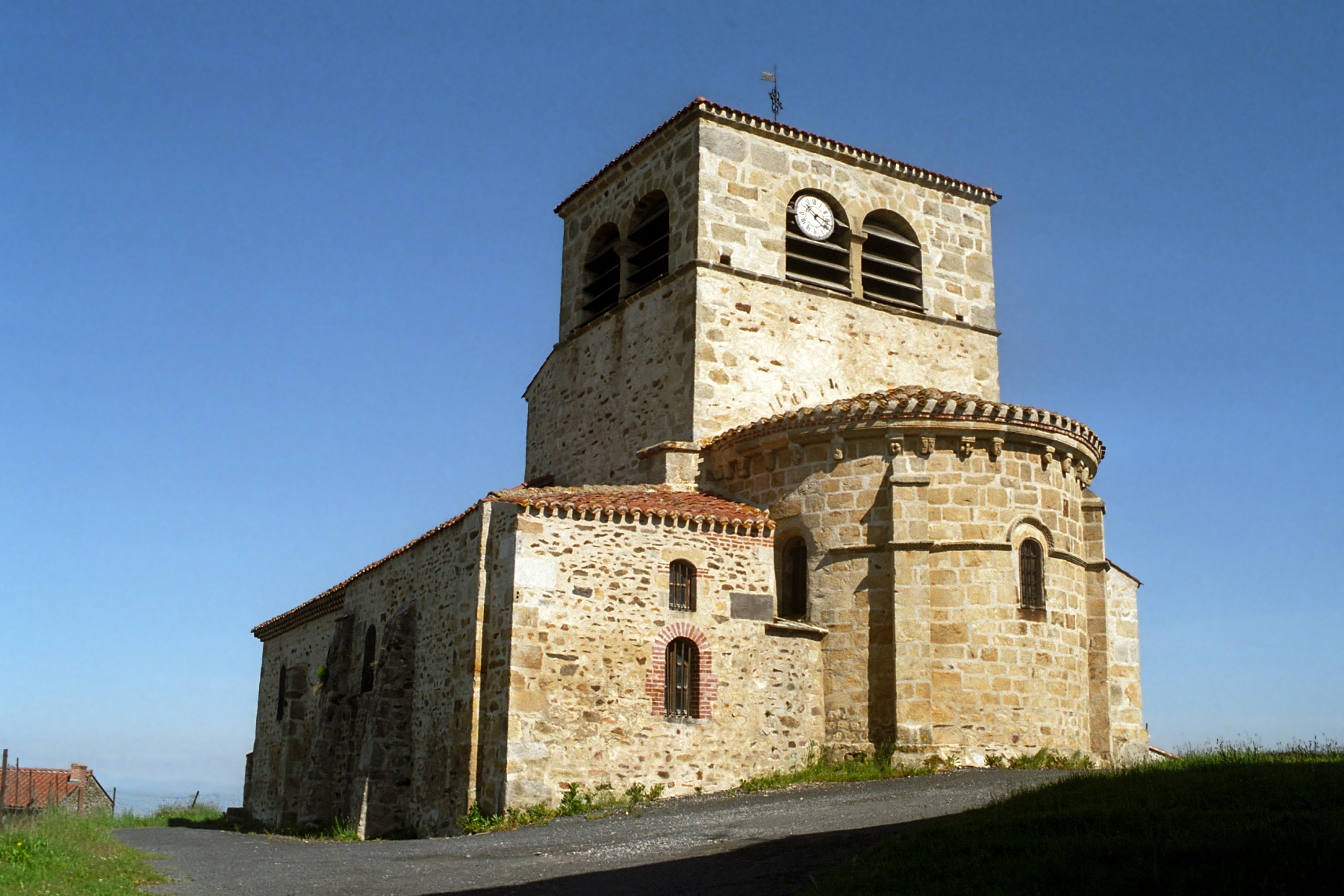
Kirche Saint-Hilaire